# Ōza 1993
L'Ōza 1993 è stata la quarantunesima edizione del torneo goistico giapponese Ōza.

## Svolgimento

### Fase preliminare
La fase preliminare serve a determinare chi accede al torneo per la selezione dello sfidante. Consiste in una serie di tornei preliminari iniziali, i cui vincitori si qualificano al torneo per la determinazione dello sfidante.
- W indica vittoria col bianco
- B indica vittoria col nero
- X indica la sconfitta
- +R indica che la partita si è conclusa per abbandono
- +N indica lo scarto dei punti a fine partita
- +F indica la vittoria per forfeit
- +T indica la vittoria per timeout
- +? indica una vittoria con scarto sconosciuto
- V indica una vittoria in cui non si conosce scarto e colore del giocatore

|  | Primo turno       | Primo turno       | Primo turno |  |  | Secondo turno    | Secondo turno    | Secondo turno |       |                  | Semifinali       | Semifinali    | Semifinali |  |  | Finale | Finale | Finale |
|  |                   |                   |             |  |  |                  |                  |               |       |                  |                  |               |            |  |  |        |        |        |
|  | Kōichi Kobayashi  | Kōichi Kobayashi  | W+R         |  |  |                  |                  |               |       |                  |                  |               |            |  |  |        |        |        |
|  | Kunio Ishii       | Kunio Ishii       |             |  |  | Kōichi Kobayashi | Kōichi Kobayashi |               |       |                  |                  |               |            |  |  |        |        |        |
|  | Satoru Kobayashi  | Satoru Kobayashi  | B+R         |  |  | Satoru Kobayashi | Satoru Kobayashi | W+R           |       |                  |                  |               |            |  |  |        |        |        |
|  | Akira Ishida      | Akira Ishida      |             |  |  |                  |                  |               |       | Satoru Kobayashi | Satoru Kobayashi |               |            |  |  |        |        |        |
|  | Norimoto Yoda     | Norimoto Yoda     | B+3,5       |  |  |                  | Norimoto Yoda    | Norimoto Yoda | W+3,5 |                  |                  |               |            |  |  |        |        |        |
|  | Satoshi Yuki      | Satoshi Yuki      |             |  |  | Norimoto Yoda    | Norimoto Yoda    | B+3,5         |       |                  |                  |               |            |  |  |        |        |        |
|  | Masaki Takemiya   | Masaki Takemiya   |             |  |  | Rin Kaiho        | Rin Kaiho        |               |       |                  |                  |               |            |  |  |        |        |        |
|  | Rin Kaiho         | Rin Kaiho         | W+R         |  |  |                  |                  |               |       |                  | Norimoto Yoda    | Norimoto Yoda |            |  |  |        |        |        |
|  | Satoshi Kataoka   | Satoshi Kataoka   | W+6,5       |  |  |                  | Masao Katō       | Masao Katō    | W+R   |                  |                  |               |            |  |  |        |        |        |
|  | Yuichi Sonoda     | Yuichi Sonoda     |             |  |  | Satoshi Kataoka  | Satoshi Kataoka  |               |       |                  |                  |               |            |  |  |        |        |        |
|  | Masao Katō        | Masao Katō        | B+4,5       |  |  | Masao Katō       | Masao Katō       | W+R           |       |                  |                  |               |            |  |  |        |        |        |
|  | Hiroshi Yamashiro | Hiroshi Yamashiro |             |  |  |                  |                  |               |       | Masao Katō       | Masao Katō       | B+1,5         |            |  |  |        |        |        |
|  | Cho Chikun        | Cho Chikun        | B+R         |  |  |                  | Cho Chikun       | Cho Chikun    |       |                  |                  |               |            |  |  |        |        |        |
|  | Yoshio Ishida     | Yoshio Ishida     |             |  |  | Cho Chikun       | Cho Chikun       | B+R           |       |                  |                  |               |            |  |  |        |        |        |
|  | Kagen Yo          | Kagen Yo          |             |  |  | Ō Rissei         | Ō Rissei         |               |       |                  |                  |               |            |  |  |        |        |        |
|  | Ō Rissei          | Ō Rissei          | W+R         |  |  |                  |                  |               |       |                  |                  |               |            |  |  |        |        |        |

### Finale
La finale è una sfida al meglio delle cinque partite.